# 万安镇 (新绛县)
万安镇，是中华人民共和国山西省运城市新绛县下辖的一个乡镇级行政单位。

## 行政区划
万安镇下辖以下地区：
万安村、杜庄村、梁家庄村、柏壁村、东马村、西马村、樊村、赵村、马村、石家庄村、东榆村、西榆村和天地庙村。